# František Faà di Bruno
Blahoslavený František Faà di Bruno (29. března 1825 Alessandria – 27. března 1888 Turín), italsky Francesco Faà di Bruno byl italský katolický kněz, zastánce chudých, významný matematik své doby a autor duchovní hudby. Je po něm pojmenována matematická Faà di Brunova formule.

## Život
František byl urozeného původu, vyrůstal v poklidné a štědré rodině. Jako mladík se přihlásil do královské armády. Získal hodnost štábního důstojníka, ale vzdal se jí a odešel do Paříže studovat matematiku. Mezi jeho známé patřili např.: Augustin Louis Cauchy, Urbain Le Verrier, Abbé Moigno a Charles Hermite. Po návratu do Itálie se stal profesorem na turínské univerzitě. Při svých kariérních povinnostech se věnoval sociální práci, přátelil se se sv. Janem Boskem, podílel se na zakládání domovů pro seniory a chudé. Dohlížel na stavbu kostela Nostra Signora del Suffragio e Santa Zita. Postupem času si uvědomil, že by mu v jeho náboženských aktivitách pomohlo vysvěcení na kněze. Absolvoval studium teologie, ale arcibiskup ho odmítl vysvětit, protože v té době nebylo zvykem, aby se čtyřicátník stával novoknězem. František tedy napsal žádost papeži bl. Piovi IX. a získal jeho podporu. Svátosti kněžství se dočkal v 51 letech. V roce 1881 založil společenství Menších sester od sv. Zity, které poskytovaly pomoc služebným v domácnostech, neprovdaným matkám a prostitutkám.

## Smrt a kanonizační proces
František Faà di Bruno zemřel v Turíně 27. března 1888. Kanonizační proces byl zahájen na počátku 20. století v Turíně. V roce 1988 jej blahořečil papež sv. Jan Pavel II.